# Pierre-Charles Baquoy
Pour les articles homonymes, voir Baquoy.
Pierre-Charles Baquoy, né à Paris le 27 juillet 1759, mort le 4 février 1829, est un dessinateur et graveur français, qui a notamment collaboré au Journal des dames et des modes. 

## Biographie
Il reçoit sa première formation de son père, Jean-Charles Baquoy. Outre son activité de graveur, il est également professeur au collège de la Marche pendant quatorze ans, où il a comme élève Isaac Louverture, le fils de Toussaint Louverture et maître de dessin à l'institut de la Marine et des colonies.
Louise-Sébastienne, dite Henriette Baquoy (1792-1872), sa fille, devient graveuse et illustratrice.

## Œuvre
On lui connaît des gravures religieuses d'après des peintres célèbres, tels que Raphaël, Guido Reni ou Eustache Lesueur, des vignettes pour des ouvrages imprimés et des gravures de modes.
- Portrait de Toussaint Louverture.
- Fénelon secourant des blessés (d'après Fragonard)
- Condamnation de Saint Gervais et de Saint Protais (d'après Eustache Lesueur)
- Mort d'Adonis (d'après Poussin)
- Jérusalem Délivrée, 1774, une planche du chant X et un cul-de-lampe (d'après Gravelot)
- Galerie des modes et costumes français, quelques planches